# Resolució 1455 del Consell de Seguretat de les Nacions Unides
La Resolució 1455 del Consell de Seguretat de les Nacions Unides fou adoptada per unanimitat el 17 de gener de 2003. Després de recordar les resolucions 1267 (1999), 1333 (2000), 1363 (2001), 1373 (2001), 1390 (2001) i 1452 (2002) sobre Al-Qaeda, els talibans i el terrorisme, el Consell va millorar la implementació de mesures contra els grups.
El Consell de Seguretat va instar a tots els estats a aplicar la Resolució 1373 i reafirmar la necessitat de combatre les amenaces a la pau i la seguretat internacionals causades per actes terroristes. Va condemnar a Al-Qaeda i altres grups associats pels atacs terroristes en curs i els atacs esmentats en les resolucions 1368 (2001), 1438 (2002), 1440 (2002) i 1450 (2002).
Actuant sota el Capítol VII de la Carta de les Nacions Unides, el Consell va decidir millorar l'aplicació de les mesures, amb l'objectiu de millorar-les en 12 mesos si fos necessari. Les mesures incloïen una congelació de fons i recursos financers, un embargament d'armes i la prohibició de viatjar. Es va destacar la necessitat d'un millor intercanvi d'informació entre els comitès establerts a les resolucions 1268 i 1373. Tots els estats van demanar que informessin en un termini de 90 dies sobre els passos que havien pres per implementar les sancions contra els talibans, Al-Qaida i Osama bin Laden, incloses les investigacions i l'execució relacionades, llevat que es posessin en perill aquestes investigacions.
Es va demanar al secretari general Kofi Annan que tornés a nomenar cinc experts per controlar l'aplicació de les sancions durant un període de dotze mesos i seguir els avenços relacionats amb la implementació incompleta de les mesures. El Secretari General també havia d'assegurar que el Comitè i el Grup de seguiment d'experts tinguessin accés suficient als recursos i coneixements tècnics i que proporcionés informes i avaluacions orals al Consell sobre les seves conclusions, centrant-se en una millor coordinació.